# Atle Selberg
Atle Selberg, norveško-ameriški matematik, * 14. junij 1917, Langesund, Norveška, † 6. avgust 2007, Princeton, New Jersey, ZDA.
Selberg je najbolj znan po svojem delu iz analitične teorije števil in teorije avtomorfnih form, ki jih je posebej povezal s spektralno teorijo.

## Življenje in delo
V šoli je nanj vplivalo Ramanudžanovo delo. Odkril je eksaktno analitično formulo za particijsko funkcijo, ki izhaja iz Ramanudžanovega dela. To odkritje pa je prvi objavil Rademacher. Selberg je opisal Ramanudžanove vplive v Reflections Around the Ramanujan Centenary.
Študiral je na Univerzi v Oslu. Leta 1943 je doktoriral.
Med 2. svetovno vojno je zaradi nemške vojaške zasedbe Norveške delal v osami. Po vojni so njegovi dosežki postali znani. Med njimi je dokaz da pozitivni del ničel Riemannove funkcije ζ leži na premici Re(s) = 1/2. Po vojni se je vrnil k teoriji sit, ki jo je prej zanemarjal, in, ki ga je proslavila. Leta 1947 je v članku predstavil Selbergovo sito, metodo, ki je še posebej uporabna pri zagotavljanju dodatnih zgornjih mej, in, ki je med drugimi pomembnimi dosežki pripomogla k Čenovemu izreku o vsoti velikih sodih števil.
Na elementaren način, brez uporabe pojmov analize je leta 1949 dokazal, da gre količnik:
{\displaystyle {\pi (\xi )\log \xi  \over \xi }\!\,}
proti 1, ko raste {\displaystyle \xi } prek vsake meje. Dokaz je objavil skupaj z Erdősem, kar je bilo tedaj prava senzacija, ker so bili matematiki dolgo časa prepričani, da se pri dokazovanju praštevilskega izreka ne da izogniti analitičnim metodam. Pri dokazu je uporabil le prijeme iz teorije števil. Erdős je skoraj istočasno uporabil njegove zamisli in razdelal malo drugačen elementarni dokaz. Za to odkritje je Selberg leta 1950 skupaj s Schwartzem prejel Fieldsovo medaljo v Cambridgeu v ZDA, Erdős pa je prejel Colovo nagrado za algebro.
Selberg se je v 1950-ih preselil v ZDA na Inštitut za višji študij (IAS) v Princeton, kjer je ostal do smrti. V tem času je raziskoval spektralno teorijo v zvezi s teorijo števil, kar je doseglo višek z Selbergovo formulo o sledi, ki je morda njegov najbolj znan in najpomembnejši dosežek. Formula zagotavlja dualnost med dolžinskim spektrom kompaktne Riemannove ploskve in lastnimi vrednostmi Laplaceovega operatorja, ki je enakovredna dualnosti med praštevili in ničlami Riemannove funkcije ζ.
Leta 1986 je skupaj z Eilenbergom prejel Wolfovo nagrado za matematiko.
Izbrali so ga za člana Norveške akademije znanosti, Kraljeve danske akademije znanosti in Ameriške akademije umetnosti in znanosti.
Imel je dva otroka, Ingrid Selberg in Larsa Selberga. Ingrid Selberg je poročena z dramatikom Maturo.

## Zunenje povezave
- Atle Selberg v Encyclopædia Britannica (angleško)
- Stran o Atleju Selbergu Univerze svetega Andreja (angleško)
- Atle Selberg na Projektu Matematična genealogija (angleško)
- Atle Selberg Archive webpage (angleško)
- Osmrtnica Arhivirano 2009-09-02 na Wayback Machine. na IAS (angleško)
- Osmrtnica v The Times (angleško)